# AVV Keistad
AVV Keistad is de een volleybalvereniging in de Nederlandse gemeente Amersfoort. AVV Keistad werd op 23 mei 2001 opgericht en is ontstaan uit een fusie tussen de Amersfoortse volleybalverenigingen Vollkei en AVC Spirit.  
Sindsdien is de club flink gegroeid in ledenaantal en sportieve prestaties. Hiermee is het de grootste volleybalvereniging van Amersfoort geworden en trekt daarmee talenten uit de omgeving aan om zich sneller te kunnen ontwikkelen. 
AVV Keistad is een Set-up club, een initiatief gelanceerd door de Nederlandse Volleybalbond (NeVoBo). Hiermee laat de club zien te willen professionaliseren, dit door de omvang van de vereniging en het zicht op het spelen op het hoogste niveau van Nederland. 

## Heren 1
| Seizoen   | Divisie                | Competitie       | Nationale Beker                                           | Overig                                                                                           |
| --------- | ---------------------- | ---------------- | --------------------------------------------------------- | ------------------------------------------------------------------------------------------------ |
| 2002/2003 | -                      | -                | -                                                         | -                                                                                                |
| 2003/2004 | -                      | -                | -                                                         | -                                                                                                |
| 2004/2005 | -                      | -                | -                                                         | -                                                                                                |
| 2005/2006 | -                      | -                | -                                                         | -                                                                                                |
| 2006/2007 | -                      | -                | -                                                         | -                                                                                                |
| 2007/2008 | -                      | -                | -                                                         | -                                                                                                |
| 2008/2009 | -                      | -                | -                                                         | -                                                                                                |
| 2009/2010 | -                      | -                | -                                                         | -                                                                                                |
| 2010/2011 | -                      | -                | -                                                         | -                                                                                                |
| 2011/2012 | 1e divisie             | -                | Kwartfinale Orion HS1 (1-3)                               | -                                                                                                |
| 2012/2013 | 1e divisie             | 12e (Degradatie) | -                                                         | -                                                                                                |
| 2013/2014 | 2e divisie             | 1e (kampioen)    | 3e ronde Nesselande (1-2) Gemini S (1-2) US (1-2)         | -                                                                                                |
| 2014/2015 | 1e divisie A           | -                | -                                                         | -                                                                                                |
| 2015/2016 | 1e divisie A           | -                | -                                                         | -                                                                                                |
| 2016/2017 | 1e divisie A           | -                | -                                                         | -                                                                                                |
| 2017/2018 | 1e divisie A           | -                | Achtste finale Inter Rijswijk HS1 (0-3)                   | -                                                                                                |
| 2018/2019 | 1e divisie A           | 1e (Kampioen)    | -                                                         | Sportploeg van het jaar Amersfoort Promotie naar de Topdivisie                                   |
| 2019/2020 | Topdivisie (Landelijk) | 2e               | Kwartfinale Lycurgus HS1 (0-3)                            | Sportploeg van het jaar Amersfoort Geen P/D wedstrijd Eredivisie wegens Covid                    |
| 2020/2021 | Topdivisie A           | nvt (Covid)      | nvt (Covid)                                               | Toevoeging extra topdivisie poule wegens Covid                                                   |
| 2021/2022 | Topdivisie A           | 1e (Covid)       | 2e ronde Orion HS2 (1-3 verlies) Apollo 8 HS1 (3-0 winst) | Officieus Kampioen                                                                               |
| 2022/2023 | Topdivisie A           | 1e (Kampioen)    | Kwartfinale Dynamo HS1 (0-3)                              | Finalist Amateurkampioenschap Nederland Geen promotie naar de Eredivisie wegens begrotingstekort |
| 2023/2024 | Topdivisie A           | 4e               | 3e Ronde Dio Bedum HS1                                    | Promotie naar de (nieuwe) Superdivisie (Top 5)                                                   |
| 2024/2025 | Superdivisie           | 3e               | 3e Ronde Inter Rijswijk HS1                               | -                                                                                                |
| 2025/2026 | Superdivisie           |                  |                                                           |                                                                                                  |

## Dames 1
| Seizoen   | Divisie      | Competitie    | Nationale Beker                      | Overig                                         |
| --------- | ------------ | ------------- | ------------------------------------ | ---------------------------------------------- |
| 2002/2003 | -            | -             | -                                    | -                                              |
| 2003/2004 | -            | -             | -                                    | -                                              |
| 2004/2005 | -            | -             | -                                    | -                                              |
| 2005/2006 | -            | -             | -                                    | -                                              |
| 2006/2007 | -            | -             | -                                    | -                                              |
| 2007/2008 | -            | -             | -                                    | -                                              |
| 2008/2009 | -            | -             | -                                    | -                                              |
| 2009/2010 | -            | -             | -                                    | -                                              |
| 2010/2011 | -            | -             | -                                    | -                                              |
| 2011/2012 | -            | -             | -                                    | -                                              |
| 2012/2013 | -            | -             | -                                    | -                                              |
| 2013/2014 | -            | -             | -                                    | -                                              |
| 2014/2015 | -            | -             | -                                    | -                                              |
| 2015/2016 | -            | -             | -                                    | -                                              |
| 2016/2017 | 3e divisie   | -             | -                                    | -                                              |
| 2017/2018 | 3e divisie   | 1e (kampioen) | -                                    | -                                              |
| 2018/2019 | 2e divisie   |               | -                                    | -                                              |
| 2019/2020 | 2e divisie   | 3e            | -                                    | Promotie middels Covid maatregelen             |
| 2020/2021 | 1e divisie   | nvt (covid)   | nvt (covid)                          | Promotie middels aanvraag bij de NeVoBo        |
| 2021/2022 | Topdivisie B | 7e (covid)    | 2e ronde                             | -                                              |
| 2022/2023 | Topdivisie B | 7e            | 2e ronde Apollo 8 D2 (2-3)           | -                                              |
| 2023/2024 | Topdivisie B | 1e (Kampioen) | Kwartfinale Apollo 8 DS1 (2-3)       | Promotie naar de (nieuwe) Superdivisie (Top 5) |
| 2024/2025 | Superdivisie | 3e            | Achtste finale Friso Sneek DS1 (0-3) | -                                              |
| 2025/2026 | Superdivisie |               |                                      |                                                |

## NOJK
...